# Електронний архів українського фольклору
Електронний архів українського фольклору також ЕАУФ  — український проект електронного розміщення фольклорних матеріалів із метою їх фахового дослідження та культурно-просвітницького використання.

## Історія проекту
З 2004 року зусиллями доцентів Ірини Довгалюк та Андрія Вовчака розпочато структурну реорганізацію документаційної праці й розбудову повного циклу фахової підготовки з документування фольклору для студентів спеціальності «фольклористика» за такими основними етапами: методика польового вивчення фольклорної традиції, польове дослідження фольклору (у межах студентських фольклористичних експедиційних та стаціонарних практик), транскрибування фольклорних записів, створення й архівування фольклорних документів. З 2006 року на матеріалі студентських фольклорних зібрань кафедри організовано Фольклорний архів, однак системне професійне архівування розпочато з кінця 2010 року із відкриттям при кафедрі Лабораторії фольклористичних досліджень. 

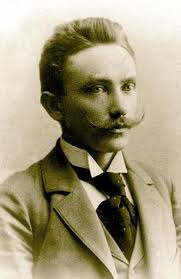
Філарет Колесса

Зазначені науково-методологічні та організаційні заходи спричинилися до кількісного зростання фондів, оптимізації їх структури, поглиблення систематизації архівних матеріалів Фольклорного архіву і, зрештою, до ідеї електронного архівування українського фольклору.
Теоретико-методологічне обґрунтування і практична реалізація ідеї електронного архівування фольклорних явищ стали головною метою спеціального науково-дослідного проекту, який реалізовано за підтримки Міністерства освіти і науки України, науковий керівник проекту — доктор філологічних наук, професор Василь Івашків. Цей проект з 2012 року об'єднав зусилля фахівців з фольклору та інформаційних технологій задля створення електронного архіву, що відкриє доступ до фольклорних скарбів українського народу широким колам дослідників та усім зацікавленим народною культурою в Україні і за її межами, забезпечуватиме зручне й ефективне користування архівними матеріалами: швидкий пошук, сортування, систематизацію, перегляд і копіювання потрібної інформації різних форм фіксації фольклорних реалій (текст, аудіо, відео, фото).
Станом на 2017 рік над розбудовою Електронного архіву українського фольклору працюють кандидат філологічних наук, доцент Андрій Вовчак (концепція електронного архіву), магістр прикладної математики Роман Сулим (програмування електронного архіву), магістр фольклористики Марія Папіш (архівіст), магістр фольклористики Оксана Шутка (архівіст), магістр фольклористики Соломія Мартиник (архівіст).

## Концепція архівування
Концепція архівування, визначає структуру та змістове наповнення Електронного архіву українського фольклору, випливає із закономірності постання архівного документа — тієї найменшої смислової неподільної архівної одиниці, якою у архіві є фольклорний твір. Закономірність ця така: у межах конкретного польового дослідження фольклорної традиції один чи кілька дослідників проводять низку збирацьких сеансів, під час яких за допомогою різноманітних технічних засобів фіксують фольклорні твори (у їх виконавському, обрядовому, побутовому, комунікаційному, загальнокультурному та інших контекстах).
Відповідно побудована і загальна схема підпорядкування головних архівних одиниць в Електронному архіві українського фольклору. Одиницею найвищого рівня є польове дослідження, що охоплює один або кілька збирацьких сеансів (одиниці другого рівня), кожен з яких містить один або кілька фольклорних творів та їх контексти у формі коментарів (одиниці третього рівня).
Одиниці третього рівня — фольклорний твір і його контекст (у формі коментаря) — складаються з двох частин: змістової — власне текст фольклорного твору чи коментаря, та інформаційної-супровідної: так звані «паспортні відомості» — інформація про час, місце, умови фіксації, про виконавців, збирачів; супровідна наукова інформація про жанр твору та інше.

## Архівний фонд
На сьогоднішньому етапі розбудови Електронного архіву українського фольклору його фонди систематично наповнюються архівними матеріалами Фольклорного архіву Кафедри української фольклористики імені академіка Філарета Колесси Львівського національного університету імені Івана Франка. Ці матеріали є результатом фольклористичних експедиційних практик студентів-фольклористів, які кафедра проводить здебільшого на західноукраїнських теренах (Бойківщина, Західне Поділля, Опілля, Західне Полісся).